# Selli Engler
Selli Engler (27 de septiembre de 1899 en Świebodzin- 30 de abril de 1972 en Berlín), de nombre real Selma Engler, fue una de las principales activistas del primer movimiento homosexual en Berlín en tiempos de la República de Weimar.

## Vida

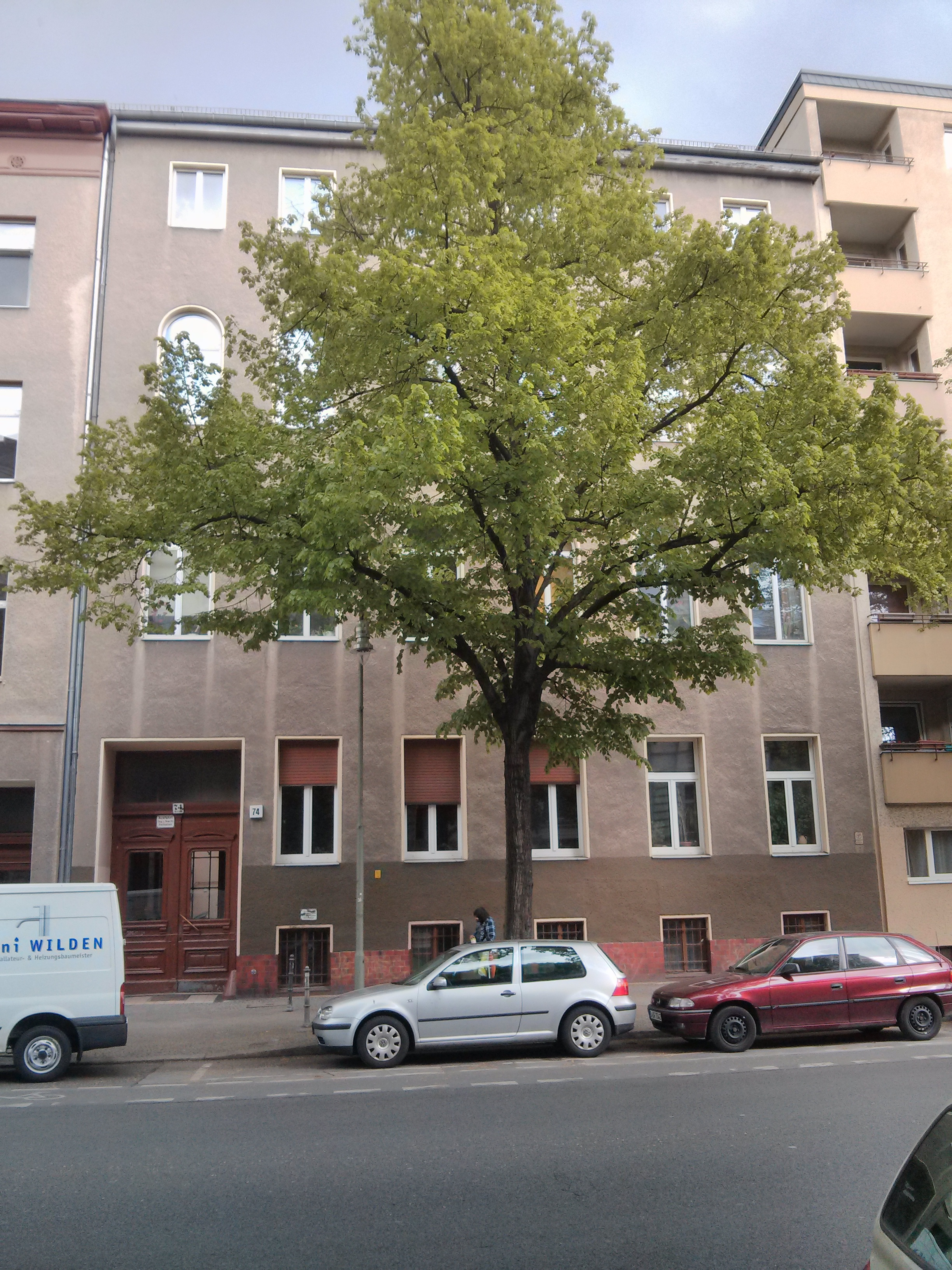
La Großbeerenstrasse 74, en Berlín, antigua sede de BIF

Engler era la hija de un fabricante de zapatillas y tenía once hermanos; la familia vivía de forma modesta. Llegó a Berlín en 1914, tras la muerte de su padre, junto con su madre, con la que todavía vivía en 1938. Intentos de establecerse como mujer de negocios fracasaron. Engler era descrita como una mujer homosexual «viril», cuyas fotos de la época muestran habitualmente a una mujer vestida con ropa de hombre, que se dejaba fotografiar en pantalones para revistas. Sobre su persona escribió Franz Scott, un autor contemporáneo que escribía sobre el ambiente lésbico de la República de Weimar, a Engler la rodeaba «siempre una animación masculina, seria y distinguida propia» (en el original alemán: “immer ein vornehmer maskulin-seriöser Schmiß eigen”).

## Obra
Franz Scott veía a Selli Engler, junto con Lotte Hahm y Charly —solo conocida por su seudónimo—, como una de las pioneras del movimiento lésbico. Había «conseguido una cierta importancia entre de las mujeres homosexuales».

### BIF–Blätter Idealer Frauenfreundschaft
Engler fundó posiblemente en 1926 la revista BIF – Blätter Idealer Frauenfreundschaft («Hojas de la amistad ideal»), que editaba ella misma y donde comenzó su actividad como redactora. Su intención era un complemento con clase al panorama editorial lésbico de la época. Según el pie de imprenta, tenía su sede en la Großbeerenstraße 74 en Kreuzberg.
La revista era única en el sentido de que estaba completamente en manos de lesbianas, todas las demás revistas aparecerían en contextos dominados por hombres o incluso la redacción era dirigida por hombres. La revista dejó de publicarse posiblemente en 1927. Debido a que era una publicación privada, la BIF no fue archivada como es debido y su conservación es incompleta.

### Obra literaria
Engler permaneció activa como escritora en muchos medios. De 1927 a otoño de 1929 escribió para la revista Frauenliebe y de septiembre de 1929 hasta 1931 para Die Freundin. Sobre todo redactó textos novelados, poemas, historias cortas y novelas por entregas, incluso libretos de opereta.
Alfred Döblin introdujo de forma paródica un pasaje de la obra de Engler Erkenntnis en su novela Berlin Alexanderplatz, que trataba del amor homosexual. La experta en Döblin Sabine Becker, confirma que el estilo de Engler en este contexto era del «estilo Courths-Mahler [...] más trivial».
Por el contrario, Doris Claus, recalca en su análisis de la novela Arme kleine Jett el valor emancipador de la obra. Con su caracterización realista de un medio social lésbico dentro del ambiente artístico de Berlin sin conflictos masivos con su entorno y con la sociedad, crea una utopía y daba la posibilidad de identificarse con ello.

### Trabajo como activista
En su trabajo como activista trató sobre todo de conseguir una organización más fuerte de las mujeres homosexuales y para ello se dirigió a hombres como Friedrich Radszuweit y Carl Bergmann. En muchos de sus llamadas y declaraciones pedía a las mujeres que se uniesen al Bund für Menschenrecht.
Aparte de sus trabajos como escritora, también estaba muy activa en la organización de clubs. Esos «clubs de damas», que al contrario que los bares y otros locales, a menudo estaban abiertos a las mujeres heterosexuales, eran muy apreciados como lugares seguros y tranquilos. Así, en una edición de Freundin se afirma aprecia que «¡En el "Erâto" de "Selli" estamos nosotras solas!» (en el original alemán, „Im ‚Erâto‘ bei ‚Selli‘ sind wir aber völlig unter uns!“).
Junto con su revista, Engler organizó entre 1925 y 1927 el «Club de Damas BIF», que se reunía los viernes en la Sala Roja del Nationalhof de la Bülowstraße 37. El 28 de septiembre de 1929 abrió el club de damas «Erâto» en la Kommandantenstraße, en Kreuzberger, en el segundo piso del Zauberflöte, un conocido local para gais y lesbianas. El Erâto no permaneció allí durante mucho tiempo, las reuniones posteriores se realizaron entre otros en el Märkischen Hof en la Admiralstraße 18c en Kreuzberg. El aforo de 600 personas la sala que había sido alquilada deja entrever el éxito del club. Existió hasta por lo menos el 8 de enero de 1931, cuando se trasladó a un nuevo local en la Lindenstraße, noticia que salió publicada en Freundin, donde también informaba sobre los encuentros.

## Últimos años
A partir de mayo de 1931 se pierde su rastro como activista en el movimiento lésbico, ni su nombre, ni el del club de damas Erâto aparecen en la revista Freundin o en una de las otras revistas conocidas.
En 1933 envió a Adolf Hitler una obra de teatro suya titulada Heil Hitler. El Reichsdramaturg (en español, «dramaturgo imperial») alabó la intención de la obra, pero constató su falta de calidad «artística y dramaturgica». En 1938 solicitó su entrada en la Reichsschrifttumskammer, necesaria para trabajar como escritora o periodista; en la solicitud muestra su pasado de forma completamente distorsionada.